# يونيون سيتي (جورجيا)
يونيون سيتي (بالإنجليزية: Union City, Georgia)‏ هي مدينة تقع في مقاطعة فولتن بولاية جورجيا في الولايات المتحدة. تبلغ مساحة هذه المدينة 49.9 (كم²)، وترتفع عن سطح البحر 295 م، بلغ عدد سكانها 19456 نسمة في عام 2010 حسب إحصاء مكتب تعداد الولايات المتحدة.

## وصلات خارجية
- Union City, GA
- Cities & Counties - Georgia.gov